# K'
K' (ケイ・ダッシュ Kei Dasshu?, pronunciado en inglés Kay Dash o Kay Prime, debido al símbolo en su nombre) es uno de los personajes principales de la serie de videojuegos The King of Fighters de SNK Playmore. Es un personaje icónico de la serie y aparece regularmente en material publicitario y mercancías de la marca. También es protagonista en la saga de NESTS en la franquicia. Su voz es doblada por el actor japonés Yuuki Matsuda. Además de la serie principal de KOF, K' aparece en muchos otros medios como spin-offs (juegos con una historia diferente a la principal), crossovers (juegos donde se combinan personajes de juegos de diferentes marcas), así como en adaptaciones a comics, mangas y anime basados en el juego.
Los críticos han elogiado el diseño del personaje y su estilo de pelea como uno de los mejores de la serie. Destacaron además que K' era un personaje muy necesario en cada juego de la serie además de comentar que tiene la mejor pose de victoria. Una gran variedad de mercancías basadas en K' han sido creadas como son llaveros y figuras de acción.

## Historia
K' es el resultado del plan de NESTS de crear el clon perfecto de Kyo Kusanagi, para lo cual comenzaron a experimentar en un humano que pudiera llevar el enorme poder de los Kusanagi inyectándole el ADN de Kyo. Tuvieron solo un éxito parcial, ya que el débil cuerpo de K' era incapaz de controlar el inmenso poder de las flamas Kusanagi. Entonces sus creadores le instalaron en su brazo un guante especial que le permitiera controlar el poder sin problemas. Como era un clon incompleto que no llegó a convertirse en Krizalid le dieron un nombre incompleto: K'. Él solo puede controlar sus poderes hasta un cierto nivel.
K' es el resultado del plan de NESTS de crear el clon perfecto de Kyo Kusanagi, para lo cual comenzaron a experimentar en un humano que pudiera llevar el enorme poder de los Kusanagi inyectándole el ADN de Kyo. Tuvieron solo un éxito parcial, ya que el débil cuerpo de K' era incapaz de controlar el inmenso poder de las flamas Kusanagi. Entonces sus creadores le instalaron en su brazo un guante especial que le permitiera controlar el poder sin problemas. Como era un clon incompleto que no llegó a convertirse en Krizalid le dieron un nombre incompleto: K'. Él solo puede controlar sus poderes hasta un cierto nivel.
Antes del experimento K' era un humano normal, aunque no se sabe mucho de su vida anterior. Cuando era niño, K' fue raptado por los agentes de NESTS como el sujeto experimental para el prototipo. Le injertarían el poder de los Kusanagi y así NESTS probaría que era posible injertar el poder Kusanagi en un humano normal, pero resultó no eran capaces de controlar el poder sin la ayuda del guante especial. NESTS también alteró la memoria de K' y lo único que recuerda de su vida anterior es una pequeña niña que lo llamaba "hermano" y que lloraba por él, pero este recuerdo solo aparece ahora en sus sueños. En el final del Hero Team, se revela que esa niña que vive en los recuerdos de K' es Whip. Debido a esto, Whip abandona el Ikari Team y se une a Maxima y su hermano K' para acabar con el cártel NESTS.
En The King of Fighters 2001, K' esta excepcionalmente motivado para confrontar y finalmente derrotar a NESTS, y avanza hasta la batalla final a bordo de un dirigible. A bordo de éste se encuentra el Zero Original, el que derrotaron hace un año era simplemente una copia. Mientras que Whip se enfrentaba con Krizalid, Maxima con Glaugan y Lin con Ron, K' se centró Zero. A pesar de ser superior a su clon, Zero pierde ante K', pero acepta su derrota como un verdadero guerrero. El dirigible atraca en una estación espacial y cae a tierra, pero no antes de que Zero les aconseje quedarse en la estación.
A bordo, K' conoce a Igniz, el ambicioso líder de NESTS que se propone gobernar el mundo. Creyéndose ya un gobernante del mundo malvado y arrogante, Igniz explica el proyecto que implicó el uso del ADN de Kyo Kusanagi. K', Kula y Krizalid eran todos productos de ese experimento, con un producto final que era enteramente artificial llamado K9999. Él entonces desafía a K' a una batalla después de devolverle algunas de las memorias que había perdido por muchos años antes de verse a sí mismo como un clon.
Igniz dominó a K' durante la mayoría de la batalla, en ese momento hacen su aparición Athena Asamiya, Ryo, Sakazaki, Terry Bogard, Kula Diamond, Iori Yagami y Kyo Kusanagi que venían ocultos en la nave para ir tras Igniz. Todos se unen a K´con el objetivo de derrotar a Igniz,lograndolo. Éste al perder declara que es un dios caído y ahora será un demonio por lo que se dirige a unos pilares donde coloca sus manos y activa la autodestrucción de la nave y ésta cae a la tierra. Durante la caída aparentemente fatal, Kula Diamond (que también se encontraba a bordo) lanza todas sus energías del hielo de un solo golpe, permitiendo crear un pasaje a través de la atmósfera y así amortiguar la caída. Después de escapar de la estación espacial que se estrelló en el océano, K' nada hacia tierra, y salva a Kula mientras se hundía en el océano. Deciden poner fin a sus viejas diferencias y cuidarse el uno al otro. K' incluso decide cuidar de Kula como una hermana menor.
En The King of Fighters 2003, se anuncia el nuevo torneo. K' no tenía ningún interés, por el contrario, detestaba el torneo, pero el viejo Chin Gentsai de los Psycho Soldiers lo buscó. Chin, sentía que una energía malvada iba en aumento, por lo que le pidió a K' que se incorporara al torneo. Sin más que hacer, K' decide ingresar al torneo junto a Maxima y Whip.
Mientras llegaba el torneo siguiente, Whip se reintegró al equipo Ikari Warriors una vez más, tomando el lugar de su superior, Leona, que no podía participar. Whip le pide a Kula ocupar su lugar en el equipo K′, que participaría otra vez en el torneo bajo órdenes de Heidern. Durante el torneo, una figura espantosa nombrada Magaki fue revelada como el anfitrión. Sin embargo, después de la muerte de Magaki, K' y los Ikari Warriors llevaron muestras biológicas de él a Heidern. Más tarde, se confirmó que K' y su equipo aparecerían en The King of Fighters XIII.
En The King of Fighters XIV sigue aliado con Maxima y Kula y tienen una fuerte relación en la historia con los Ikari Warriors.
Regresa a The King of Fighters XV junto a Whip y Maxima, retomando la formación clásica del Team K'.
Él tiene una discusión con Kula, lo que hace que ella se enfureciera con él y huyera. 
Ahora, junto a su hermana y su amigo, tienen la misión de rescatar a Kula de las manos de Krohnen y Ángel al incluirla en su equipo por razones desconocidas.
En toda la saga de The King of Fighters, K' siempre está junto a su compañero y amigo Maxima, su hermana Whip, y su rival Kula Diamond.

## Saga de NESTS
Después de su activación, Krizalid le ordenó a K' integrar un equipo con Maxima, Benimaru Nikaido y Shingo Yabuki para inscribirse en el torneo The King of Fighters y recoger datos sobre la batalla de los demás participantes, todo esto con el objetivo de activar los clones de Kyō Kusanagi alrededor del mundo. El nuevo Equipo de los Héroes (en inglés "Hero Team") se encuentra con Krizalid en unas instalaciones subterráneas según lo planeado para una batalla final, lo cual K' determina como una oportunidad para tomar el mando de la situación. Derrotó a Krizalid. En ese momento Kyo Kusanagi hace su aparición y K' lo desafía a una lucha. Antes de que la batalla termine, el escombro de unas puertas de acero separan a ambos peleadores, y después de derrotar al cártel NESTS una vez más, el Hero Team escapa rápidamente antes que llegue al lugar la escuadra de exterminio Ikari Warriors.
Para el año próximo, K' y Máxima continuaron escapando de los Ikari Warriors (que los buscaban como criminales fugitivos) y del cártel NESTS (que los buscaban por traidores). K' decide librarse de ellos limpiando su imagen en King of Fighters 2000. Vanessa y un luchador mexicano llamado Ramon se ofrecen para formar un nuevo equipo con ellos. Aunque K' no confía en ellos ni en lo más mínimo, acepta a regañadientes su ayuda. Además comienza a tener pesadillas sobre una chica que le grita “hermano”. Cuando el Hero Team llega a Southtown para su batalla final en el torneo, el déjà vu lo atormenta más. Al llegar a un almacén vacío, él siente a un intruso y ordena a Máxima conducir a los otros dos miembros del equipo hacia afuera.
Ahora, solo tiene enfrente a una mujer joven que lo enfrenta con un traje muy parecido al suyo. Ella se hace llamar el Anti K'. Ambos inician una batalla, y K' descubre que todos sus ataques y estilos de lucha son similares y esencialmente se están cancelando uno al otro. Al sentir que su energía se está terminando, K' genera una ráfaga de fuego muy intensa. Para su sorpresa, la joven todavía está de pie (quemada gravemente, pero sonriendo). Ella se presenta como Kula Diamond, y explica que ella tiene órdenes para detener a Zero, un agente de NESTS desequilibrado que se propuso utilizar el Cañón Zero para destruir a sus superiores.
Cuando K' regreso de la batalla, Zero, tenía derrotados a sus compañeros de equipo, pero había tomado su parte de daño, también Lin lo había envenenado, y Máxima lo hirió gravemente. A pesar de su propia fatiga, K' fue mejor que Zero y consiguieron escapar de Southtown antes de que el cañón devastara el lugar. Poco después, a K' se le acerca una figura familiar. Cuando ella dice en voz alta el nombre de K', despeja todas las dudas en cuanto a quiénes es ella: la hermana de K' es Whip, miembro de los Ikari Warriors. Después de presenciar como es consumido Southtown, K' decide quitarse su guante protector a pesar de las advertencias de Máxima. Para sorpresa de todos, la energía llameante de K' no se sale de control. Parece que finalmente aprendió cómo controlar las llamas carmesí legendarias del Kusanagi, aunque esto es cuestionable ya que él aparece portando un guante nuevo salvado de una de las bases de NESTS que destruyó junto a Máxima y Whip.
A través de sus viajes a varias bases de NESTS situadas alrededor del mundo, acompañado por Whip y Máxima, K' encuentra algo muy sospechoso: las bases que durante mucho tiempo han intentado atacar ahora se encuentran abandonadas. Comienza a sospechar que alguien está siguiendo sus pasos. Durante una incursión en unas ruinas abandonadas de NESTS, K' tropieza con Lin, que también ha estado siguiendo a NESTS, en busca de un traidor a su clan, Ron. Whip sugiere incluirlo en su equipo para inscribirse al siguiente torneo The King of Fighters, donde NESTS finalmente se revelará al mundo. K' no se preocupaba por Lin, sino que se preguntaba lo que NESTS le podría hacer al público presente en el torneo después de que destruyeron una ciudad.
En el torneo siguiente, K' esta excepcionalmente motivado para confrontar y finalmente derrotar a NESTS, y avanza hasta la batalla final a bordo de un dirigible. A bordo de este se encuentra el Zero Original, el que derrotaron hace un año era simplemente una copia (Clon Zero). Mientras que sus compañeros de equipo se enfrentaban a los acompañantes de Zero, K' se centró en este último. A pesar de ser superior a su clon, Zero pierde ante K', pero acepta su derrota como un verdadero guerrero. El dirigible atraca en una estación espacial y cae a tierra, pero no antes de que Zero les aconseje quedarse en la estación.
A bordo, K' conoce a Igniz, el ambicioso líder de NESTS que se propone gobernar el mundo. Creyéndose ya un gobernante del mundo malvado y arrogante, Igniz explica el proyecto que implicó el uso del DNA de Kyō Kusanagi. K', Kula y Krizalid eran todos productos de ese experimento, con un producto final que era enteramente artificial llamado K9999. Él entonces desafía a K' a una batalla después de devolverle algunas de las memorias que había perdido por muchos años antes de verse a sí mismo como un clon.
Igniz dominó a K' durante la mayoría de la batalla, pero cometió la equivocación de hacerlo enfurecer restaurando totalmente sus memorias. Este acto causó que K' liberara tanta energía que comenzó a oscilar la estación espacial entera y para finalmente incinerar casi a Igniz con un ataque de fuego de gran alcance. Igniz, sin embargo, activa la secuencia de autodestrucción que hace que la estación espacial entera se estrelle en la tierra. 
Durante la caída aparentemente fatal, Kula Diamond (que también se encontraba a bordo) lanza todas sus energías del hielo de un solo golpe, permitiendo crear un pasaje a través de la atmósfera y así amortiguar la caída. Después de escapar de la estación espacial que se estrelló en el océano, K' nada hacia tierra, y encuentra Kula, muy agotada. Deciden poner fin a sus viejas diferencias y cuidarse uno a otro. K' incluso se esconde de K9999 y de Angel, que venían a eliminar a los agentes anteriores errantes de NESTS (K' y Kula).
Luego, Lin sale del equipo para continuar la búsqueda de Ron. Máxima le dice a K' que se irá también, por respeto a su amigo muerto (quién fue asesinado por NESTS). K' ignora que pasara con su futuro (así como el de Kula) así como de las consecuencias de la destrucción del cártel NESTS.

## La saga de Ash
Después de la caída de NESTS, K' y Máxima continuaron viviendo sus vidas como unos vagabundos. Whip volvió con los Ikari Warriors, y Kula permaneció con su protectora de NESTS, Diana. Sin embargo, en 2003, anunciaron un nuevo torneo The King of Fighters. K' no tenía ningún interés, por el contrario, detestaba el torneo, pero Chin Gentsai de los Psycho Soldiers lo buscó. Chin, sentía que una energía malvada iba en aumento, por lo que le pidió a K' que se incorporase al torneo. K' reaccionó molesto, pero fue calmado por Máxima, que le convenció de considerar el consejo. Poco después, la hermana de K' lo llamó, solicitando que integraran un equipo con ella, bajo órdenes de su oficial en jefe, Heidern. K' se calmó, y se incorporó al torneo. Aunque K' no encontraba nada de interés en el torneo, encontró varias figuras malvadas que lo llenaron de un mal presentimiento. No le dio mucha importancia, pero de repente y sin que lo esperara sus llamas comenzaron a funcionar fuera de su control por primera vez en años. Una vez que finalmente consiguió mantener sus energías bajo control, Máxima le preguntó si funcionaba correctamente su guante. K' contestó que el problema no estaba en el guante, sino en las energías de Kyo. Aunque su significado era confuso, su interés en los raros acontecimientos iba en aumento.
Mientras llegaba el torneo siguiente, Whip se reintegró al equipo Ikari Warriors una vez más, tomando el lugar de su superior, Leona, que no podía participar. Bajo sugerencia de Whip, Kula fue llamada y le pidió integrar un equipo con K', que participaría otra vez en el torneo bajo órdenes de Heidern. Durante el torneo, una figura espantosa nombrada Magaki fue revelada como el anfitrión. Sin embargo, después de la muerte de Magaki, K' y los Ikari Warriors llevaron muestras biológicas de él a Heidern. Más tarde, se confirmó que K' y su equipo aparecerían en The King of Fighters XIII.
Tanto en este juego, como en The King of Fighters XIV, K' aceptaría seguir trabajando para los Ikari Warriors, ya que Heidern sigue confiando en ellos.

## Recepción
El personaje de K’ ha recibido críticas y halagos de muchas publicaciones especialidades en videojuegos. El sitio de IGN, comentó que K’ es uno de los personajes con el que más se disfruta jugar en The King of Fighters alabando el dinamismo de sus movimientos y estilo de pelea. En otro análisis, lo consideran uno de los personajes más útiles del juego y uno de los mejores para los “jugadores veteranos”. El final de K’ en KOF ’99 es considerado por 1UP.com como una de las partes más extrañas de la historia del juego. Consideraron también que la pose de victoria de K’ como la mejor de la serie. Damien McFerran de Virtual Console Reviews consideró a K’ como una de las mejores creaciones de la serie The King of Fighters, así como el más original. Eurogamer comentó que tanto K’ como Kyo tienen una de las apariciones más impredecibles de la serie, y los consideraron personajes veteranos. 
K’ ha sido bien recibido por los jugadores, ya que ha aparecido en innumerables encuestas de popularidad. En Gamest's 1997 Heroes Collection, K’ fue elegido por el personal como su segundo personaje favorito, situado detrás de su rival, Iori. En una encuesta hecha por SNK Playmore USA en 2005, fue elegido como el primer personaje favorito de los fanes. Adicionalmente, en la revista Gamest, publicada en 30 de enero de 1995 en Japón, K’ fue el cuarto lugar en el “Los 50 mejores personajes de 1994” (Top 50 Characters of 1994). En la encuesta de los personajes más populares hecha en el sitio de Neo Geo Freaks, alcanzó el tercer lugar con un total de 2,574 votos. En la encuesta de ASCII Media Works en la cual se preguntó qué nombre de personaje de juegos o manga le pondrían a sus hijos, el nombre de Kay fue el décimo lugar en la categoría para nombres de varones. El actor de voz japonés de K’, Yuuki Matsuda, de identificaba en gran medida con su personaje al ser joven y alocado, hasta que "creció" en sus apariciones posteriores, y más tarde expresó algunas dificultades para aceptar K’ al mismo nivel. La marca Yutaka lanzó una figura de acción articulada y un rompecabezas del K’ de KOF '97. Con la salida cada nuevo juego de la serie, SNK Playmore también presenta nuevas figuras así como llaveros.

## Krizalid
Es en realidad una copia de K' aunque él creía ser original. Apareció por primera en The King of Fighters '99 como jefe final. Después de haber sido derrotado, Whip le confiesa que él no era su hermano sino un clon de K'. 2 años después, en The King of Fighter 2001, Krizalid apareció como Striker de Zero Original y finalmente en The King of Fighter 2002 UM como boss final y personaje oculto.

## Another K'
En el torneo de kof 2000, cuando K´ dash es striker, se puede seleccionar a este personaje, este se supone que es el primer diseño destinado para K´, pero por la forma en que se mueve le cambiaron el peinado y fue aumentado el volumen de este por las condiciones en las cuales vive.